# Gle Paya Karung
Gle Paya Karung är ett berg i Indonesien.   Det ligger i provinsen Aceh, i den västra delen av landet, 1 700 km nordväst om huvudstaden Jakarta. Toppen på Gle Paya Karung är 800 meter över havet, eller 152 meter över den omgivande terrängen. Bredden vid basen är 2,0 km.
Terrängen runt Gle Paya Karung är huvudsakligen kuperad, men åt sydväst är den bergig. Terrängen runt Gle Paya Karung sluttar norrut.Runt Gle Paya Karung är det tätbefolkat, med 286 invånare per kvadratkilometer. I omgivningarna runt Gle Paya Karung växer i huvudsak städsegrön lövskog.